# Avellanosa de Muñó
Avellanosa de Muñó est une commune d'Espagne dans la communauté autonome de Castille-et-León, province de Burgos. Elle s'étend sur 36,89 km2 et comptait environ 127 habitants en 2011.

## Politique
| Identité                         | Période | Période | Durée |
| Identité                         | Début   | Fin     | Durée |
| -------------------------------- | ------- | ------- | ----- |
| Enrique Manuel Ortega Garcia (d) |         |         |       |